# P.B.S. Pinchback
Pinckney Benton Stewart Pinchback, född 10 maj 1837 i Macon, Georgia, död 21 december 1921 i Washington, D.C., var en amerikansk republikansk politiker och advokat. Han var den första personen av afroamerikansk härkomst som blev guvernör i en amerikansk delstat. Han var Louisianas guvernör från december 1872 till januari 1873. Innan dess var han delstatens viceguvernör 1871–1872.
Pinchback föddes som son till en vit slavägare William Pinchback och hans före detta slav Eliza Stewart. Föräldrarna skickade honom till en skola i Cincinnati i Ohio. År 1848 fick han avbryta skolgången i Gilmore School efter att han hade underrättats om faderns sjukdom. En kort tid efter att han återvände till familjen i Mississippi avled fadern. Efter William Pinchbacks död blev Eliza Stewart rädd för att hon och barnen skulle bli slavar om de stannade i Mississippi. Med modern och syskonen återvände Pinchback till Cincinnati där han fick arbeta för att bidra till familjeförsörjningen. Familjen levde på hans inkomster efter att äldre brodern Napoleon hade blivit mentalt sjuk. På flodbåtarna blev han en beryktad hasardspelare och skickade en betydande del av vinsterna till familjen. År 1860 gifte han sig med Nina Hawthorne och paret fick fyra barn. Under amerikanska inbördeskriget värvade han frivilliga i New Orleans till nordstaternas sida.
År 1868 vann en afroamerikansk kandidat för första gången ett viceguvernörsval i USA. Oscar Dunn blev Henry C. Warmoths viceguvernör. Dunn avled år 1871 ämbetet och fram till år 1872 innehades viceguvernörsämbetet av Pinchback som blev den andra afroamerikanen på den posten. Guvernör Warmoth avsattes 1872 och Pinchback fick inneha guvernörsämbetet i 35 dagar. Det skulle dröja till år 1990 innan en afroamerikansk politiker följande gång tillträdde ett guvernörsämbete i en av USA:s delstater.
En djup politisk kris rådde i Louisiana som följd av det omtvistade guvernörsvalet 1872. Efter att Warmoth hade blivit avsatt rådde det oklarhet om vem som skulle efterträda Pinchback i januari 1873. Två kandidater, John McEnery och William Pitt Kellogg hade utropat sig till valets segrare. Efter Pinchbacks tid fick Louisiana för några månader inte bara två guvernörer utan två lagstiftande församlingar som samarbetade med var sin guvernör.
Senare arbetade Pinchback som advokat i Washington, D.C. Han avled år 1921 och gravsattes på Metairie Cemetery i New Orleans. Begravningsplatsen hade tidigare varit endast för vita.